# 花蜂類
花蜂类（學名：Anthophila）是膜翅目蜜蜂总科下的一個单系演化支，因其成员能传播花粉而知名。已發現的花蜂类物种將近2萬個，绝大多数（超过九成）为独居的有翅昆虫，其余为以真社会性群体（蜂群）为生、能建造蜡质巢穴（蜂巢）的群居动物。与其肉食/杂食的近亲黄蜂和蚂蚁不同，花蜂类完全是植食，主要以花蜜中的单糖和双糖碳水化合物為食，也會采集花粉为幼虫補充蛋白质和其他營養物質；其中蜜蜂科蜜蜂属的8种花蜂（即通俗意义上的蜜蜂）则会将酶消化过的碳水化合物以蜂蜜——一种含糖量超过80％的高黏度液体——的形态反吐出后作为蜂群的盈余食物储藏。
花蜂类廣泛分佈於南极洲以外的各大洲，幾乎在所有生长着虫媒开花植物的地区都能生存。花蜂类的體型大小不一，最大的成员為切叶蜂科的華勒斯巨蜂，體長可達39公釐，而小型無刺蜂的工蜂則不足2毫米。最廣為人知的花蜂类物種是西方蜜蜂，被大量飼養用於生產蜂蜜。北半球最常見的花蜂类是隧蜂，體型較小，容易與黃蜂和蒼蠅混淆。

## 傳粉
花蜂类會向開花植物傳粉，是生態系統中主要的傳粉者之一。花蜂类會依其需求決定要採集花蜜或是花粉，尤其是一些有社會性的花蜂类物種更是如此。花蜂类在採集花蜜時也可以進行授粉，但在採集花粉時可以更有效率的進行授粉。據估計，人類的食物中有三分之一是依賴昆蟲授粉，而其中大部分是由花蜂类，尤其是西方蜜蜂來完成。在許多國家養蜂人的工作已由製作蜂蜜轉向為授粉管理。單一作物及許多野生及人工飼養花蜂类的大量減少，使得養蜂人會依季節而遷徙，而花蜂类可以依季節在有高度需求的區域進行傳粉。
大部份的花蜂类身體有毛，而且會攜帶電荷，有助於花粉的附著。雌蜂會周期性的暫停食物採集，刷洗身體使花粉收集到花粉刷中，大部份花蜂类的花粉刷是在腳上，有些是在腹部，蜜蜂的花粉刷已變成腳上的花粉籃。許多花蜂类會在不同的植物中收集花粉，有些則只會收集一種或是少數幾種植物的花粉。有少數的植物沒有花粉，而是產生有營養的花油，就是由這種花蜂类收集並使用。有一種稱為秃鹫蜜蜂的無刺蜂是以腐肉為食，是唯一一種不以植物為其食物的花蜂类。花粉和花蜜常常會結合成另一種形式，可能是糊状的，也可能是坚硬的。會形成不同的形狀（多半是類球面），存儲在蜂巢的小空間中，該空間往往也有蜂卵。
紐西蘭的科學家發現有三種本土種的花蜂类會打開本土槲寄生Peraxilla tetrapetala的花蕾，這種花蕾不會自己打開，但蜜雀或紐西蘭鐘吸蜜鳥會扭轉花蕾的尖端，此動作會使花蕾突然打開，使外界可以接觸到花粉及花蜜。不過科學家觀查南島坎特伯雷區的本土花蜂类，意外的發現花蜂类會將花蕾的尖端咬掉，並將腳伸進花蕾中，偶爾可以讓花蕾打開。可以碰觸到花粉及花蜜，因此有助於在紐西蘭已漸漸減少之槲寄生的授粉，其他地方的花蜂类都無法打開為這類專為鳥類授粉而設計的花蕾。
花蜂类到花朵上授粉本身也有其危險性，像獵蝽或是蟹蛛都會藏在花朵中獵食粗心的花蜂类，有些花蜂类則是在飛行中被鳥捕食。開花植物上使用的殺蟲劑也殺死了許多花蜂类，有些是直接中毒而死，有些則是因為食物中殺蟲劑的累積而死。蜂后在春天每天會孵2000個蜂卵，但在觅食季節每天仍需要孵1500個蜂卵，大部份是替補每天的傷亡，其中大部份是因年老而死亡的工蜂。独栖蜂及原社會蜂（primitively social bees）一生中的生殖期是所有昆蟲中最短的，通常雌性只生產少於25個後代。

## 飛行
M. Magnan在1934年出版的法文書籍《Le vol des insectes》提及：他和 M. Saint-Lague 將空氣阻力的方程式應用在黃蜂的飛行，發現其飛行無法以固定翼的計算方式來解釋，但「不應該對計算的結果與現實不符而感到驚訝。」這導致一種常見的誤解——花蜂类的飛行違反空气动力学原理，但實際上它只是證實，花蜂类的飛行不是使用固定翼的飛行方式，需用其他飛行理論來解釋，例如可以解釋直升機飛行的飛行理論。
英國劍橋大學的查理·艾靈頓在1996年發現，昆蟲翅膀形成的渦和其非線性效應是升力的關鍵來源。在流體力學中，渦和非線性現象是眾所周知的困難，因此對於昆蟲飛行理論的理解進展也相當緩慢。
加州理工學院Michael Dickinson和其同事在2005年在高速电影摄影及模擬蜜蜂翅膀的巨型機器人的輔助下，研究西方蜜蜂的飛行。其分析表示升力的來源是由於「短暫斷續的翅膀擺動，在翅膀拍擊及改變方向時的快速旋轉，以及非常高速的翅膀擺動頻率所組合成的結果」。翅膀擺動頻率一般會隨著翅膀的尺寸變小而提高，但蜜蜂翅膀擺動的幅度很小，擺動頻率約為每秒230次，比翅膀大小只有80分之一的果蠅（每秒200次）要快。

## 真社會性和半社會性蜜蜂
各種蜂的生活習性不同，有的是獨居生活的，有的是有各種群居形式，發展最高形式是像蜜蜂、熊蜂和無刺蜂的真社會性分工聚居。
有些花蜂类群中，群居的雌蜂均為姊妹，且其中有勞動的分工，則稱為半社會性（semisocial）分工聚居。

## 蜜蜂類與人類

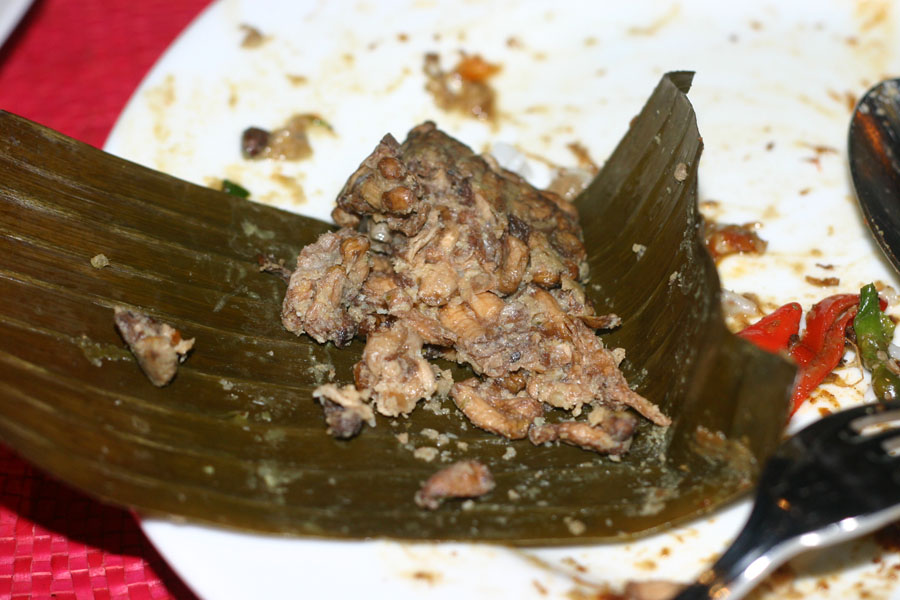
蜜蜂幼虫是爪哇的一種食物

西班牙列伊达的阿韦利亚德拉孔卡曾使用的紋章

花蜂类也在許多民間故事中出現，被政治理論家視為人類社會的典範。專欄作家比·威尔逊認為蜜蜂群居的印象「從古代到現代都有，包括在亞里斯多德及柏拉圖時，在维吉尔及塞內卡時，在伊拉斯謨及莎士比亞，在托爾斯泰，以及像伯纳德·曼德维尔及卡尔·马克思等社會理論家也是一樣。」在一些象徵勤勞的場合也會出現花蜂类。
雖然花蜂类叮人很痛，而且昆蟲一般會有害蟲的刻板印象，但人類對花蜂类的評價很高，大部份是因為是授粉者又可以生產蜂蜜、其群居性，以及其勤勞的特質。花蜂类是少有常用在廣告中，且帶有正面特質的昆蟲，多半是用在含有蜂蜜的產品中。
在古埃及，花蜂类是代表下埃及的土地，法老會稱為「莎草及蜂的王」（莎草代表上埃及），例如樹蜂銜即為一例。
在北美，虎頭蜂屬雖和花蜂类有許多差異，但還是容易誤認為花蜂类。
雖然蜂刺可能會造成過敏者死亡，但若未被驚擾時，花蜂类本質上是沒有攻擊性的，而且有些花蜂类完全不會刺人。人類對花蜂类的危害可能更大，因為花蜂类會被環境中的化學物質影響，甚至因此受到傷害。像在2006年時北美發生的蜂群崩壞症候群就有可能是因為殺蟲劑、氣候變化或電磁輻射等因素造成。
印尼人會將蜜蜂幼虫和飯一起吃，一般會和切絲的椰子肉一起混合，包在香蕉葉中再蒸熟。